# Alkmaar Zaanstreek
L'Alkmaar Zaanstreek-combinatie (Unione Alkmaar e Zaanstreek), anche noto come AZ (pron. olandese: [aːˈzɛt]) o AZ Alkmaar, è una società calcistica olandese con sede nella città di Alkmaar. 
Ha vinto due campionati olandesi, nel 1980-1981 e nel 2008-2009, quattro Coppe d'Olanda e una Supercoppa dei Paesi Bassi. Ha raggiunto la finale della Coppa UEFA 1980-1981, persa contro l'Ipswich Town.

## Storia

### Alkmaar '54 e FC Zaanstreek

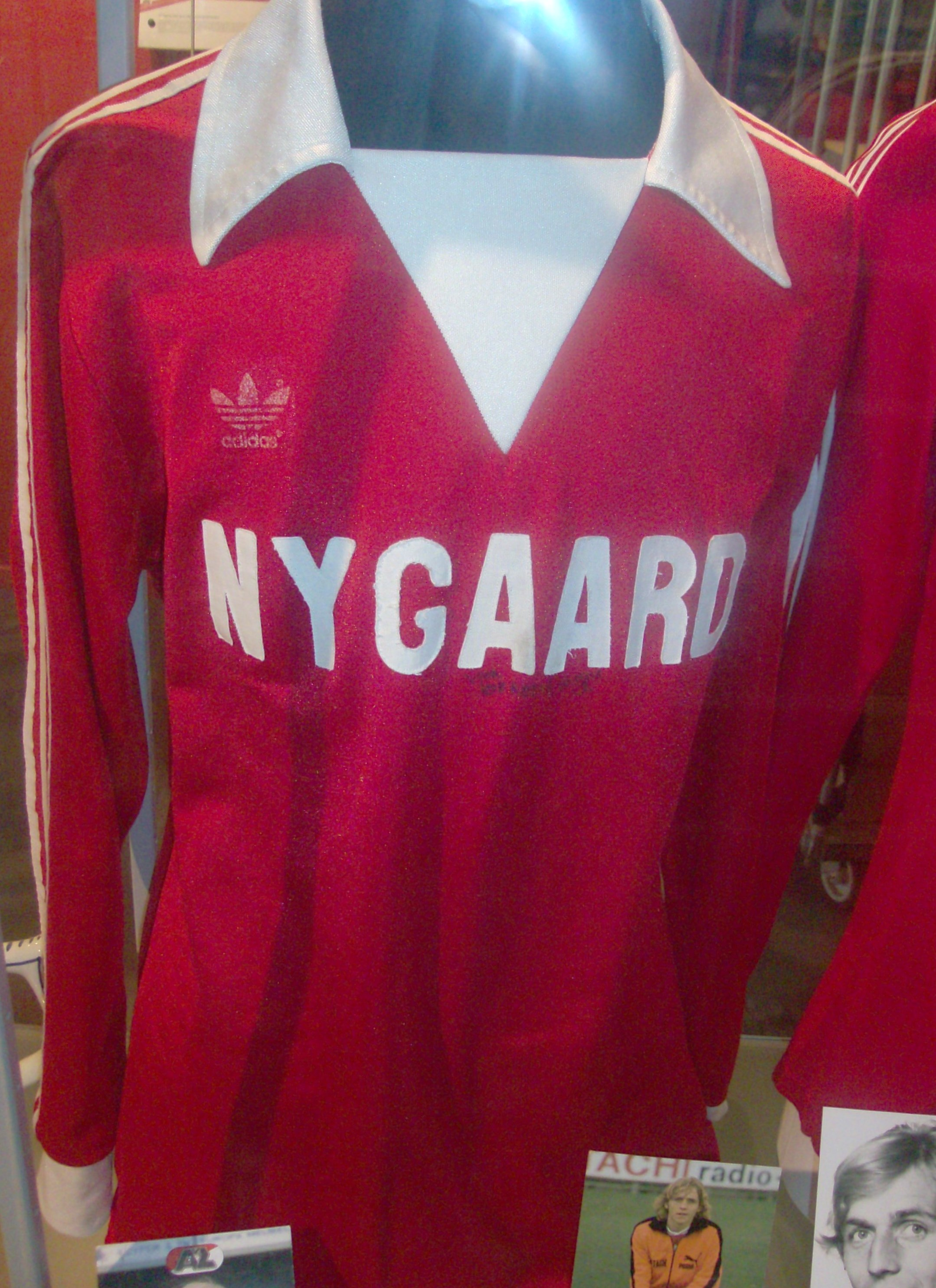
Vecchia maglia

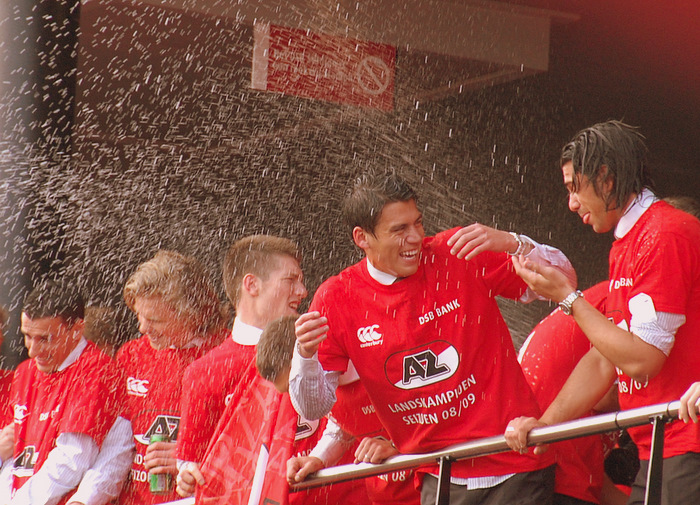
L'AZ festeggia la vittoria del campionato 2008-2009

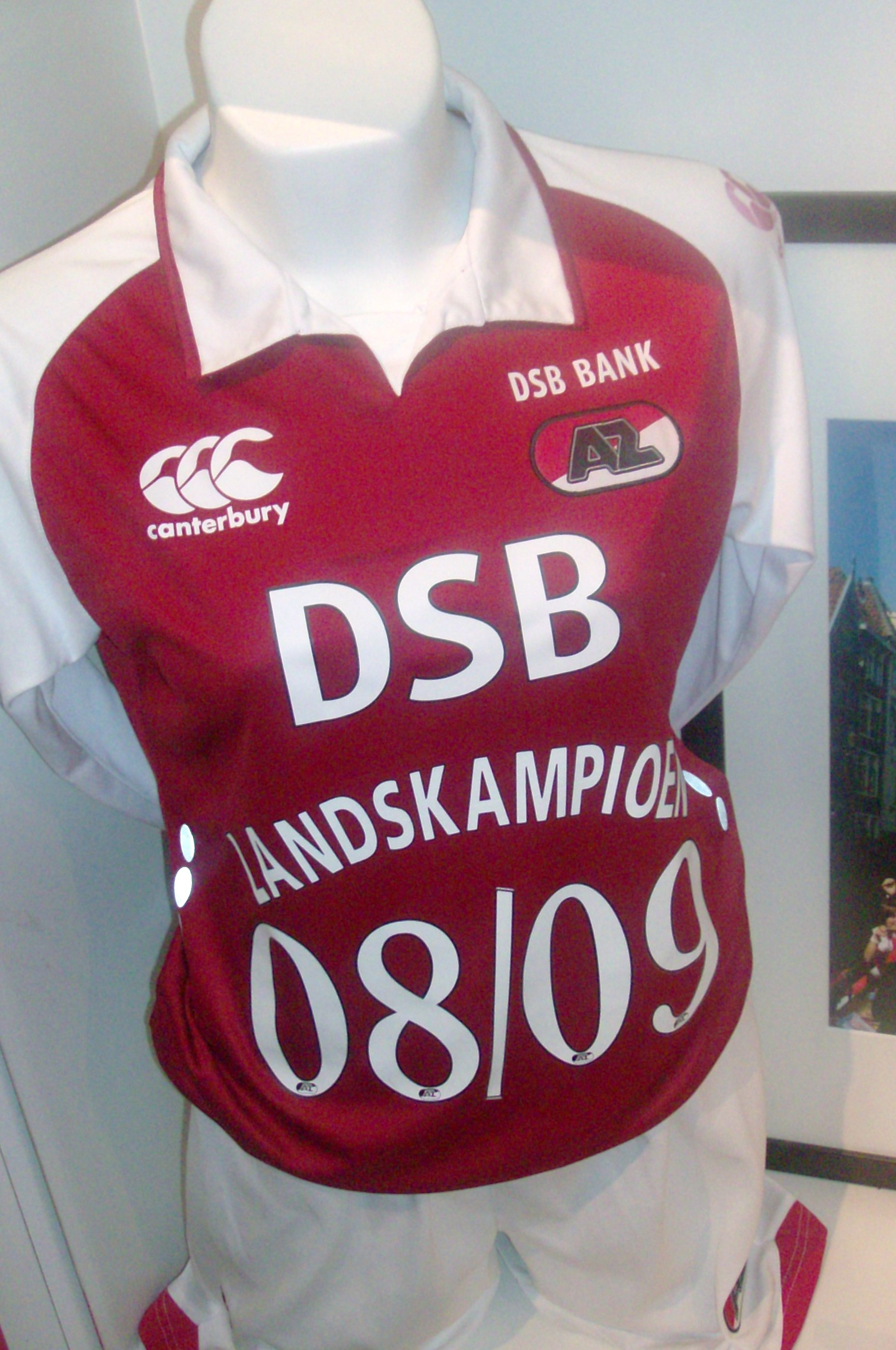
Maglia celebrativa della stagione 2008/2009

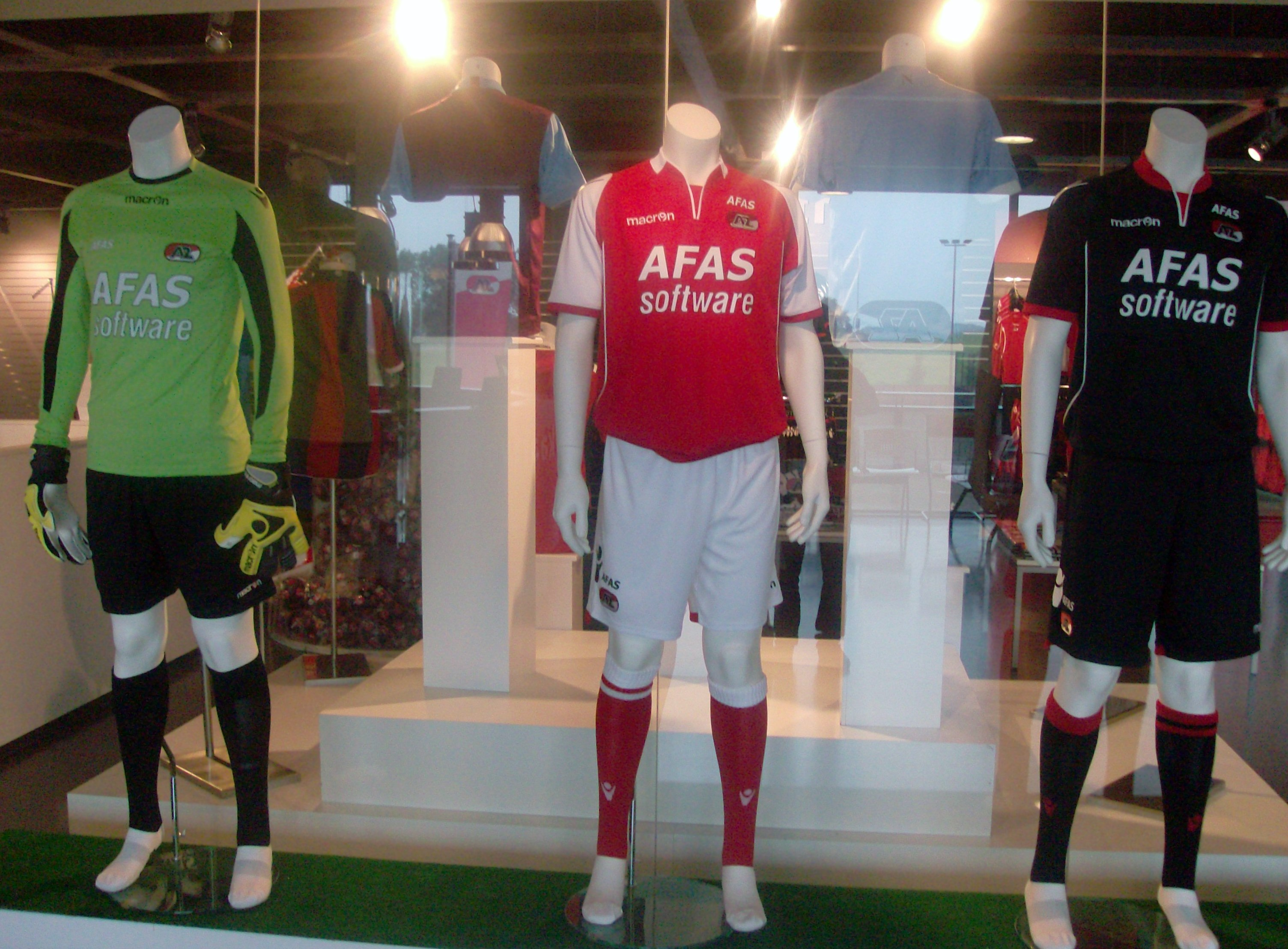
Maglie della stagione 2011/2012

L'Alkmaar '54 è stata la prima squadra di calcio ad Alkmaar, nata il 13 aprile 1954. La prima partita giocata è stata il 14 agosto 1954 contro il VVV-Venlo, vinta dall'Alkmaar per 3 a 0. Nel novembre 1954 la società entrò a far parte della KNVB.
L'FC Zaanstreek nacque il 13 aprile 1964. Nel 1967 si fuse con l'Alkmaar '54.

### Alkmaar Zaanstreek
Il club fu fondato il 10 maggio 1967 col nome di AZ '67, risultato della fusione tra Alkmaar '54 e FC Zaanstreek.
Nel 1980-1981 vinse il titolo nazionale in un campionato sostanzialmente dominato, iniziato con nove vittorie nelle prime nove giornate. Nello stesso anno la squadra fece strada in Coppa UEFA, dove giunse a disputare la finale, persa contro l'Ipswich Town.
Dal 1983 al 2003 l'AZ non partecipò a competizioni europee e militò per svariati anni in Eerste Divisie o fu tra le ultime classificate in Eredivisie.
Nella stagione 2004-2005 arrivò in semifinale di Coppa UEFA. Il confronto con lo Sporting Lisbona si decise nei minuti di recupero ad Alkmaar, nella gara di ritorno, in favore dei portoghesi. Con l'arrivo in panchina di Louis van Gaal la squadra diventò più competitiva anche in ambito nazionale e nella stagione successiva si classificò seconda in campionato.
Nella stagione 2006-2007 perse il titolo all'ultima giornata: a pari punti con PSV e Ajax prima dell'ultimo turno di campionato e con una migliore differenza reti rispetto alle contendenti, fu sconfitta inaspettatamente per 3-2 dall'Excelsior Rotterdam, squadra che concluse il torneo al terz'ultimo posto. La disfatta la fece scalare al terzo posto e consentì al PSV Eindhoven di vincere il titolo olandese per la terza volta di seguito. In Coppa UEFA l'AZ arrivò ai quarti di finale, dove fu battuta dal Werder Brema dopo aver pareggiato per 0-0 in casa e aver perso per 4-1 a Brema. In Coppa d'Olanda perse ai rigori in finale contro l'Ajax (errore decisivo di Ryan Donk).
Nell'annata seguente l'AZ puntò su una rosa giovane, ma l'inesperienza dei giocatori fu tra le cause di un'annata negativa, terminata solo all'undicesimo posto in Eredivisie, che ha permesso alla squadra di qualificarsi per nessuna competizione europea (sarebbe bastato il 10º posto per l'Intertoto). In Coppa d'Olanda l'AZ fu eliminato già al primo turno.
Nella stagione 2008-2009 la squadra si aggiudicò il campionato dopo 28 anni, ponendo fine al dominio di Ajax, PSV e Feyenoord. L'AZ aveva cominciato il torneo con due sconfitte contro NAC Breda (1-2) e ADO Den Haag (3-0), ma con la vittoria per 1-0 alla terza giornata contro il PSV diede il via ad una striscia di risultati positivi, estesa fino a 28 gare senza sconfitte (contando qualche pareggio), un record per la squadra e per il tecnico Louis Van Gaal. Alla trentunesima giornata, nonostante la sconfitta in casa contro il Vitesse, beneficiando delle sconfitte di Twente e Ajax, il club conquistò il titolo di Campione d'Olanda per la seconda volta nella propria storia, con tre giornate d'anticipo, avendo a quel punto 11 punti di vantaggio rispetto alla seconda (il Twente). Il successo fu suggellato da una serie di record di squadra: maggior numero di partite terminate senza subire reti (17), migliore serie senza sconfitte (25 partite consecutive), record di imbattibilità del portiere (957 minuti senza subire gol, primato dell'argentino Sergio Romero), maggior numero di vittorie in trasferta (12).
Nell'estate 2009 la squadra passò da van Gaal a Ronald Koeman. Nell'estate 2009 si aggiudicò per la prima volta la Johan Cruijff Schaal, battendo l'Heerenveen per 5-1. Koeman fu esonerato a dicembre, dopo aver perso 7 partite su 16. Gli subentrò Dick Advocaat, sotto la cui guida la squadra in campionato si piazzò in zona utile per accedere alle coppe europee. In Champions League l'AZ Alkmaar fu eliminato dopo la fase a gironi, in cui raccolse 4 pareggi e 2 sconfitte in 6 partite.
Nel 2010-2011 l'AZ di Gertjan Verbeek terminò la Eredivisie al quarto posto, qualificandosi ancora per l'Europa League. In Coppa d'Olanda fu eliminato ai quarti di finale dall'Ajax (1-0). In Europa League si piazzò terza nel girone, mancando dunque la qualificazione alla fase a eliminazione diretta.
La stagione seguente fu conclusa al quarto posto in campionato. In Coppa d'Olanda l'AZ raggiunse la semifinale (battuta dall'Heracles Almelo dopo i tempi supplementari), mentre in Europa League superò la fase a gironi come seconda classificata e fu eliminata ai quarti di finale dal Valencia (vittoria per 2-1 in Olanda e sconfitta per 4-0 in Spagna).
Nel 2012-2013 la squadra di Alkmaar fu eliminata nel turno preliminare di Europa League dall'Anzhi (6-0 complessivo tra andata e ritorno) e in campionato concluse al decimo posto. Vinse la Coppa d'Olanda battendo per 2-1 in finale il PSV e qualificandosi così per l'Europa League.
Verbeek fu esonerato nel settembre 2013 malgrado la vittoria contro la capolista PSV. Il rientrante Advocaat condusse la squadra alla semifinale di Coppa d'Olanda e ai quarti di finale di Europa League (eliminazione contro il Benfica). L'AZ perse poi contro il Groningen lo spareggio per l'accesso all'Europa League, nella 58ª partita stagionale (record per il club).
Nel 2014, dopo tre partite, il nuovo allenatore Marco van Basten si dimise a causa di stress e lasciò il posto a Alex Pastoor, rimasto in carica per due partite ad interim prima di essere nominato nuovo tecnico il 16 settembre. Due giorni dopo, però, a causa di divergenze contrattuali lasciò la squadra. Il nuovo allenatore John van den Brom risollevò la squadra, portandola al terzo posto finale superando il Feyenoord all'ultima giornata e qualificandosi così per l'Europa League.
Nel 2015-2016 l'AZ del nuovo acquisto Ron Vlaar, arrivato nel dicembre 2015 e nominato capitano, si rivitalizzò passando dal decimo al quarto posto finale. Vincent Janssen dell'AZ con 27 gol si laureò capocannoniere dell'Eredivisie. In Coppa d'Olanda il club giunse in semifinale (sconfitta per 3-1 contro il Feyenoord) e in Europa League fu eliminato dopo la fase a gironi, classificandosi ultimo nel suo raggruppamento.
Nell'estate 2016 partirono due giocatori importanti come Vincent Janssen e Markus Henriksen. Nel 2016-2017 l'AZ superò la fase a gironi di Europa League per la terza volta in cinque stagioni, ma uscì malamente nei sedicesimi di finale contro il Lione. Il sesto posto in campionato valse l'accesso ai play-off per la qualificazione in Europa League, persi in finale ai rigori contro l'Utrecht (3-0 e 0-3 tra andata e ritorno).
Seguono un 3º e un 4º posto in campionato e un'eliminazione ai preliminari di Europa League.
La svolta sembra arrivare nella stagione 2019/20 con l'avvicendamento in panchina tra John van den Brom e il suo vice Arne Slot: il suo AZ riesce a tenere testa all’Ajax e battendolo 1-0 lo raggiunge al primo posto il 15 dicembre - eguagliando i 41 punti in 17 partite di Louis van Gaal del 2008/2009, anno dell'ultimo campionato vinto - riagganciandolo nuovamente con la vittoria per 0-2 nel girone di ritorno. Inoltre la squadra di Alkmaar supera il girone di Europa League, con un turno di anticipo, da secondo dietro al Manchester United fermato con uno 0-0 interno (perderà l'ultima gara per 4-0 all'Old Trafford chiudendo a 4 punti dai Red Devils) per poi essere eliminato ai sedicesimi dal LASK mentre dalla Coppa d'Olanda viene eliminato ai quarti dal NAC Breda.
Le tre stagioni successive non riservano grandi soddisfazioni per l'AZ con qualche 4º e 5º posto in Eredivisie, salvo un buon percorso nell'Europa League 2011-2012 chiusa ai quarti di finale contro il Valencia.
Nella stagione 2012-2013, l'AZ chiude il campionato al 10º posto ma la grande soddisfazione arriva in Coppa d'Olanda. in coppa l'Alkmaar viaggia spedito, eliminando il Veendam per 4-1, l'SWZ per 4-1, il Dordrecht agli ottavi per 4-2, il Den Bosch ai quarti per 5-0, quindi l'Ajax in semifinale per 3-0 e superando in finale i rivali del PSV per 2-1, sollevando così la 4° Coppa d'Olanda della sua storia, a 31 anni dall'ultimo successo nella manifestazione.
L'anno successivo l'AZ non riesce a migliorare molto il proprio rendimento in campionato, chiudendo all'8º posto, riuscendo però a raggiungere nuovamente i quarti di finale di Europa League 2013-2014, venendo eliminato dal Benfica futuro finalista.

## Strutture

### Stadio
L'AZ gioca le partite casalinghe all'AFAS Stadion, impianto inaugurato il 4 agosto 2006 e capace di contenere 19.500 spettatori.

## Società

### Sponsor
| Periodo   | Main sponsor          | Periodo   | Sponsor tecnico           |
| --------- | --------------------- | --------- | ------------------------- |
| 1982-1986 | Sony                  | 1977-1986 | Adidas                    |
| 1986-1988 | Electrolux            | 1986-1989 | Lotto                     |
| 1988-1989 | Swingbo               | 1989-1990 | Reebok                    |
| 1989-1990 | Reebok                | 1990-1993 | Hi-Tek                    |
| 1990-2004 | Frisia Financieringen | 1993-1998 | Hummel International      |
| 2002-2004 | Actus Notarissen      | 1998-1999 | Kappa                     |
| 2004-2005 | Frisia Financieringen | 1999-2001 | nessuno                   |
| 2005-2009 | DSB Bank              | 2001-2006 | Umbro                     |
| 2009-2010 | BUKO                  | 2006-2008 | Quick                     |
| 2010-     | AFAS Software         | 2008-2009 | Canterbury of New Zealand |
|           |                       | 2009-2011 | Quick                     |
|           |                       | 2011-2015 | Macron                    |
|           |                       | 2015-2019 | Under Armour              |
|           |                       | 2020-     | Nike                      |

## Allenatori
Di seguito è riportata la lista degli allenatori che si sono succeduti alla guida dell'AZ Alkmaar dalla sua fondazione.
- 1967-1968  Leslie Talbot
- 1968-1969  Wim Blokland
- 1969-1971  Robert Heinz
- 1971-1973  Cor van der Hart
- 1973-1976  Joop Brand
- 1976-1977  Hans Kraay
- 1977-1978  Cor van der Hart
- 1978-1982  Georg Keßler
- 1982-1983  Hans Eijkenbroek
- 1983-1985  Piet de Visser
- 1985-1986  Frits Soetekouw
- 1986-1987  Han Berger (1 lug.-31 dic.)
 Hans Eijkenbroek (1 gen.- 30 giu.)
- 1987-1989  Hans Eijkenbroek
- 1989-1990  Hans van Doorneveld
- 1990-1993  Henk Wullems
- 1993-1994  Piet Schrijvers
- 1994-1997  Theo Vonk
- 1997-1999  Willem van Hanegem
- 1999-2000  Gerard van der Lem
- 2000-2002  Henk van Stee
- 2002-2003 Henk van Stee(1 lug.-30 ott.)
 Co Adriaanse (1 nov.- 30 giu.)
- 2003-2005  Co Adriaanse
- 2005-2009  Louis van Gaal
- 2009-2010  Ronald Koeman (1 lug.-8 dic.)
 Dick Advocaat (9 dic.- 30 giu.)
- 2010-2013  Gertjan Verbeek
- 2013-2014  Gertjan Verbeek (1 lug.-29 set.)
 Martin Haar (30 set.- 15 ott.)
 Dick Advocaat (16 ott.- 30 giu.)
- 2014-2015  Marco van Basten(1 lug.-15 set.)
 Alex Pastoor (16 set.-18 set.)
 Dennis Haar (19 set.-29 set.)
 John van den Brom (29 set.-30 giu.)
- 2015-2019  John van den Brom
- 2019-2020  Arne Slot
- 2020-2021  Arne Slot (1 lug.-5 dic.)
 Pascal Jansen (5 dic.-30 giu.)
- 2021-2023  Pascal Jansen
- 2023-2024  Pascal Jansen (1 lug.-17 gen.)
 Maarten Martens (17 gen.-in corso)

## Palmarès

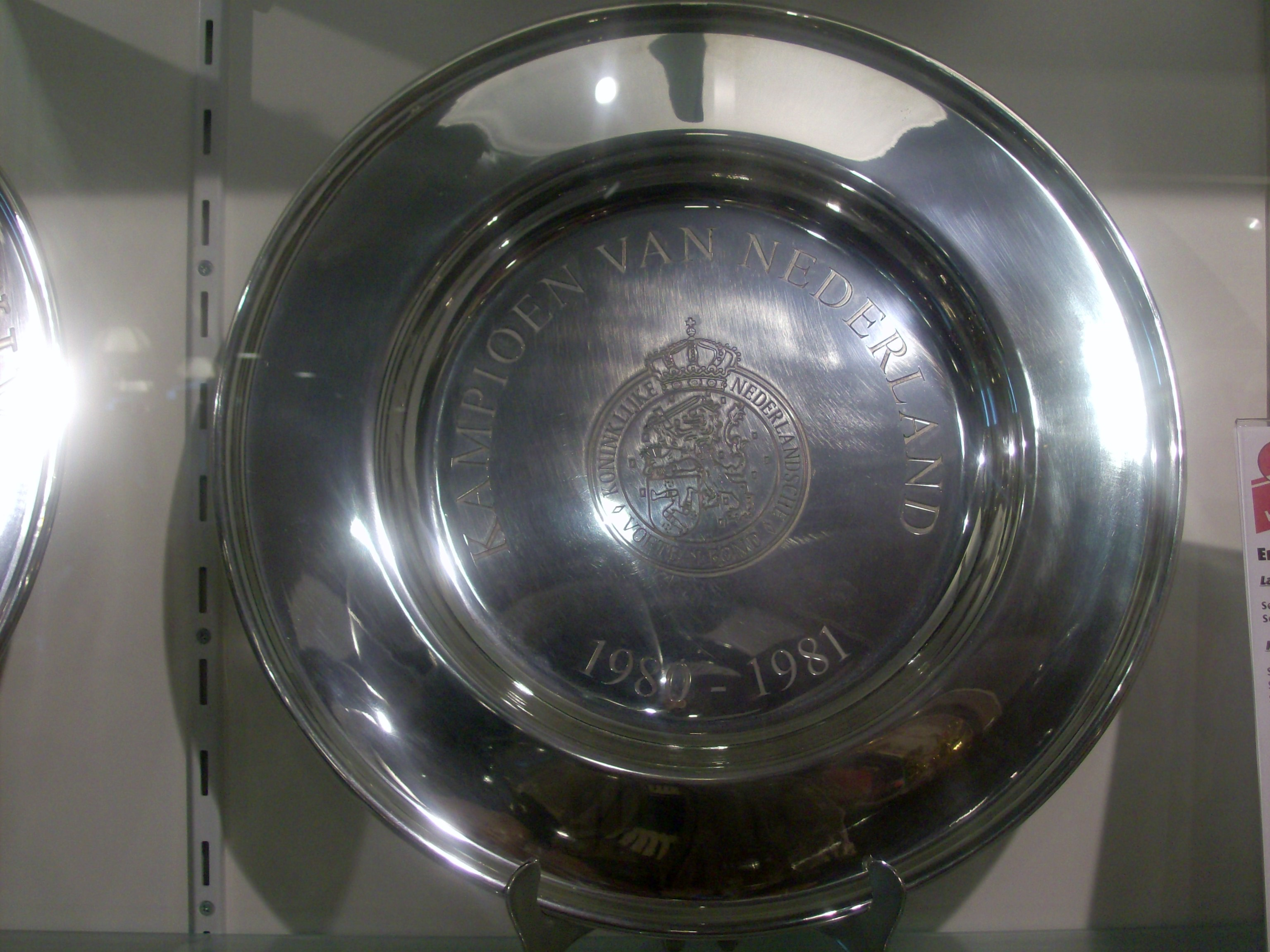
Trofeo del 1980/1981

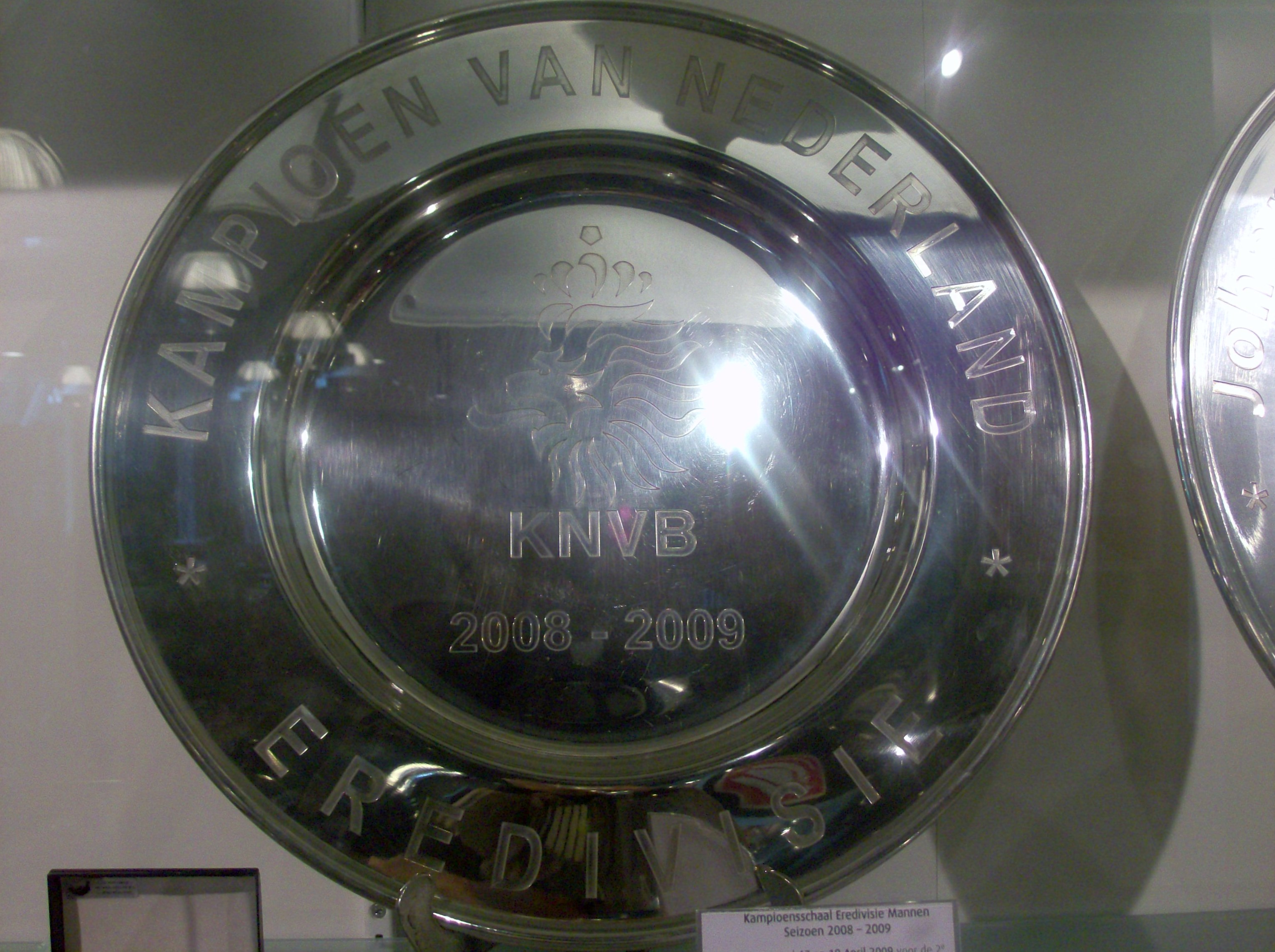
Trofeo del 2008/2009

### Competizioni nazionali

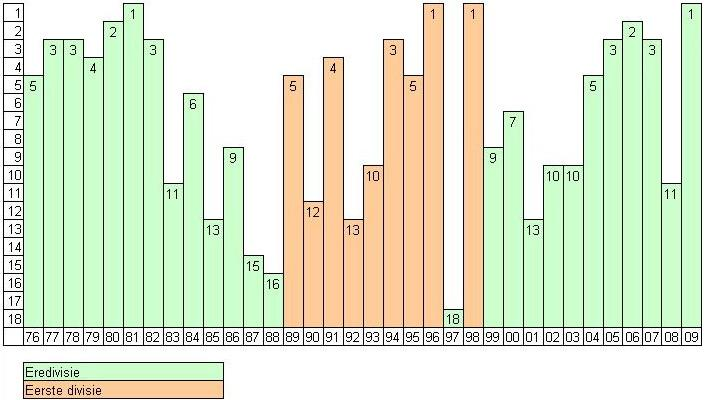
Posizioni in classifica dell'AZ dal 1976 al 2009.

- Campionato olandese: 2

1980-1981, 2008-2009
- Eerste Divisie: 3

1959-1960, 1995-1996, 1997-1998
- Coppa dei Paesi Bassi: 4

1977-1978, 1980-1981, 1981-1982, 2012-2013
- Supercoppa dei Paesi Bassi: 1

2009
- Tweede Divisie: 1

1963-1964

### Competizioni giovanili
- UEFA Youth League: 1  (record olandese)

2022-2023

### Altri piazzamenti
- Campionato olandese:

Secondo posto: 1979-1980, 2005-2006
Terzo posto: 1976-1977, 1977-1978, 1981-1982, 2004-2005, 2006-2007, 2014-2015, 2017-2018, 2020-2021
- Coppa dei Paesi Bassi:

Finalista: 2006-2007, 2016-2017, 2017-2018, 2024-2025
Semifinalista: 1962-1963, 1972-1973, 1976-1977, 1999-2000, 2005-2006, 2011-2012, 2013-2014, 2015-2016, 2018-2019, 2021-2022
- Supercoppa dei Paesi Bassi:

Finalista: 2013
- Eerste Divisie:

Secondo posto: 1956-1957, 1967-1968, 1971-1972
Terzo posto: 1993-1994
- Coppa UEFA/Europa League:

Finalista: 1980-1981
Semifinalista: 2004-2005
- UEFA Conference League:

Semifinalista: 2022-2023

## Statistiche e record

### Partecipazione ai campionati e ai tornei internazionali

#### Campionati nazionali
Alla stagione 2018-2019 il club ha ottenuto le seguenti partecipazioni ai campionati nazionali:
| Livello | Categoria      | Partecipazioni | Debutto   | Ultima stagione | Totale |
| ------- | -------------- | -------------- | --------- | --------------- | ------ |
| 1º      | Eredivisie     | 42             | 1968-1969 | 2018-2019       | 42     |
| 2º      | Eerste Divisie | 10             | 1967-1968 | 1997-1998       | 10     |

#### Tornei internazionali
Alla stagione 2018-2019 il club ha ottenuto le seguenti partecipazioni ai tornei internazionali:
| Categoria                                | Partecipazioni | Debutto   | Ultima stagione |
| ---------------------------------------- | -------------- | --------- | --------------- |
| Coppa dei Campioni/UEFA Champions League | 2              | 1981-1982 | 2009-2010       |
| Coppa delle Coppe                        | 2              | 1978-1979 | 1982-1983       |
| Coppa UEFA/UEFA Europa League            | 13             | 1977-1978 | 2020-2021       |

### Statistiche individuali
I giocatori con più presenze nelle competizioni europee sono Kew Jaliens e Maarten Martens a quota 45, mentre il miglior marcatore è Kees Kist con 18 gol.

### Statistiche di squadra
A livello internazionale la miglior vittoria è l'11-1 all'esordio, ottenuto contro il Red Boys Differdange nel primo turno della Coppa UEFA 1977-1978, mentre la peggior sconfitta è rappresentata dal 7-1 subito contro l'Olympique Lione nei sedicesimi della 2016-2017.
- La squadra fa segnare un record: è rimasta imbattuta in casa nella Coppa UEFA per 27 anni, dal 1981, anno in cui perse in finale contro l'Ipswich Town, alla sconfitta subita nella stagione 2007-08 contro l'Everton.
- Giocatore con il maggior numero di presenze: Kees Kist (441).
- Giocatore con il maggior numero di gol: Kees Kist (259).
- Il 13 aprile 2010 nella sfida contro il Twente, l'AZ è stata la prima squadra olandese ad avere una formazione titolare composta da soli stranieri.

## Organico

### Rosa 2025-2026
Aggiornata al 14 agosto 2025.
| N. |                        | Ruolo | Calciatore              |
| -- | ---------------------- | ----- | ----------------------- |
| 1  | Paesi Bassi (bandiera) | P     | Rome-Jayden Owusu-Oduro |
| 3  | Paesi Bassi (bandiera) | D     | Wouter Goes             |
| 4  | Paesi Bassi (bandiera) | D     | Maxim Dekker            |
| 5  | Portogallo (bandiera)  | D     | Alexandre Penetra       |
| 6  | Paesi Bassi (bandiera) | C     | Peer Koopmeiners        |
| 7  | Paesi Bassi (bandiera) | A     | Ernest Poku             |
| 8  | Paesi Bassi (bandiera) | C     | Jordy Clasie            |
| 9  | Irlanda (bandiera)     | A     | Troy Parrott            |
| 10 | Paesi Bassi (bandiera) | C     | Sven Mijnans            |
| 11 | Ghana (bandiera)       | A     | Ibrahim Sadiq           |
| 12 | Paesi Bassi (bandiera) | P     | Hobie Verhulst          |
| 14 | Serbia (bandiera)      | C     | Kristijan Belić         |
| 15 | Messico (bandiera)     | D     | Mateo Chávez            |

| N. |                        | Ruolo | Calciatore           |
| -- | ---------------------- | ----- | -------------------- |
| 16 | Giappone (bandiera)    | D     | Seiya Maikuma        |
| 17 | Danimarca (bandiera)   | A     | Isak Jensen          |
| 21 | Paesi Bassi (bandiera) | C     | Dave Kwakman         |
| 22 | Paesi Bassi (bandiera) | D     | Elijah Dijkstra      |
| 24 | Paesi Bassi (bandiera) | A     | Lequincio Zeefuik    |
| 26 | Paesi Bassi (bandiera) | C     | Kees Smit            |
| 27 | Paesi Bassi (bandiera) | A     | Ro-Zangelo Daal      |
| 28 | Paesi Bassi (bandiera) | C     | Zico Buurmeester     |
| 30 | Paesi Bassi (bandiera) | D     | Denso Kasius         |
| 31 | Paesi Bassi (bandiera) | P     | Daniël Virginio Deen |
| 34 | Paesi Bassi (bandiera) | D     | Mees de Wit          |
| 35 | Paesi Bassi (bandiera) | A     | Mexx Meerdink        |
| 41 | Paesi Bassi (bandiera) | P     | Jeroen Zoet          |

### Staff tecnico
- Maarten Martens - Allenatore
- Robert Franssen - Vice allenatore
- Marino Pusic - Vice allenatore
- Nick van Aart - Preparatore dei portieri
- Robbert de Groot - Preparatore atletico
- Max Huiberts - Osservatore
- Arthur Numan - Osservatore
- Earnest Stewart - Manager Sportivo